# WinRK
WinRK est un logiciel de compression propriétaire pour Windows, créé par la société M Software, basée en Nouvelle-Zélande.
WinRK supporte son propre format propriétaire RK, ainsi que  les formats zip, gzip, bzip2, tar, RAR et les images disque ISO.
Il intègre des algorithmes novateurs, issus de l'expérience acquise par son développeur Malcolm Taylor à travers les compresseurs RKAU, RKIM ou RKUC ainsi que des recherches collaboratives à l'état de l'art (notamment PAQ, dont dérive l'algorithme PWCM, fer de lance de WinRK).
WinRK fut connu pour être le logiciel de compression le plus efficace sur la plupart des types de données pendant plusieurs années, avant que son développement s'interrompe et que le projet collectif PAQ et le compresseur Durilca mettent un terme à sa domination.
La confidentialité du format propriétaire RK, la lenteur d'exécution de ses algorithmes les plus efficaces (PWCM) et les nombreux dysfonctionnements de son interface graphique ont empêché ce logiciel de s'imposer, malgré son avance technologique indéniable vis-à-vis de la concurrence lorsqu'il était développé activement.